# 아스리촌
아스리촌(阿摺村)은 일본 아이치현 히가시카모군에 설치되었던 촌이다. 현재의 도요타시의 일부에 해당한다.